# Cobridge

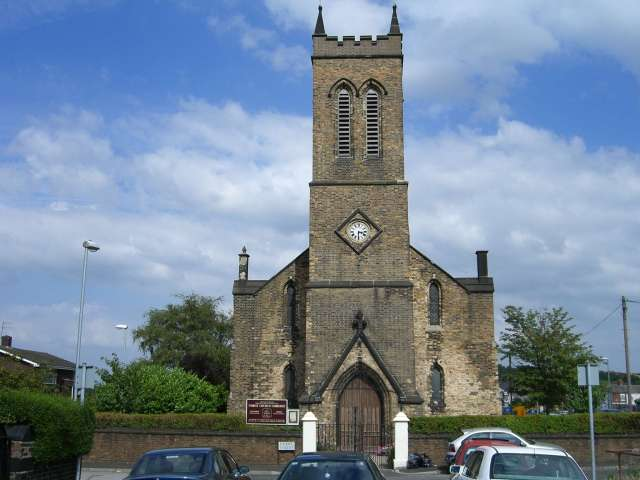

Cobridge är ett område i Stoke-on-Trent, Staffordshire, England, beläget på och omkring Waterloo Road, den viktigaste genomfartsplatsen från Burslem till Hanley. Cobridge Road i distriktet leder till Etruria och Festival Park och vidare till Newcastle-under-Lyme. Författaren Arnold Bennett (1867-1931) växte upp i Cobridge. Cobridge gränsar till Sneyd Green i öst.
På 1680-talet fanns det bara tre eller fyra små hus i Cobridge men i mitten av 1770-talet hade en åtskild uppbyggnad börjat i närheten av korsningen bildad av Sneyd Street, Grange Street och Elder Road. Idag finns många kyrkor och gamla krukmakerier i området. Där finns också ett minnesmärke över de soldater från området som dog under Första världskriget. 
På Waterloo Road finns också en stor moské, Ghausia Mosque. Muslimer utgör ungefär 3,2 procent av Stoke-on-Trents befolkning. Cobridges invånare består huvudsakligen av asiater och svarta, så kallade afro-karibianer. 0,3% av Stoke-on-Trents hela befolkning är svart.